# Dactyliandra
Dactyliandra es un género  de plantas con flores perteneciente a la familia Cucurbitaceae.

## Taxonomía
El género fue descrito por Joseph Dalton Hooker y publicado en Flora of Tropical Africa 2: 557. 1871. La especie tipo es: Dactyliandra welwitschii

## Especies aceptadas
A continuación se brinda un listado de las especies del género Dactyliandra aceptadas hasta noviembre de 2014, ordenadas alfabéticamente. Para cada una se indica el nombre binomial seguido del autor, abreviado según las convenciones y usos.	 
- Dactyliandra stefaninii (Chiov.) C.Jeffrey
- Dactyliandra welwitschii